# Зверев, Пётр Михайлович
Пётр Миха́йлович Зве́рев (21 декабря 1845 — не ранее апреля 1918) — член IV Государственной думы от Орловской губернии, протоиерей.

## Биография
Православный.
Окончил Орловскую духовную семинарию (1869). По окончании семинарии в течение 5 лет работал сельским учителем.
В 1874 году был рукоположен в священники, священствовал в селе Казаки Елецкого уезда. Был законоучителем местной земской школы (1875—1890), а затем законоучителем (1892—1910) и заведующим церковно-приходской школы, основанной им в селе Казаки.
Кроме того, состоял благочинным 3-го Елецкого округа Орловской епархии (1906—1912). C 1880 года избирался депутатом Орловского епархиального и Елецкого окружного съездов духовенства, делопроизводителем и председателем съездов. Заведывал странноприимным домом. В 1907 году был возведен в протоиереи.
В 1912 году был избран членом IV Государственной думы Российской империи от Орловской губернии. Входил во фракцию русских националистов и умеренно-правых (ФНУП), после её раскола в августе 1915 — в группу сторонников П. Н. Балашова. Состоял членом комиссий: по делам православной церкви и по вероисповедным вопросам.
Состоял членом комиссий: по делам православной церкви и по вероисповедным вопросам. На тридцатом заседании Государственной Думы по поводу рассмотрения депутатами запросов и мелких конфликтов 24 января 1914г выступил с заявлением: "Мы, гг. получили высокое звание Членов Государственной Думы и  посланы страной не затем только, чтобы созидать конфликты с властью и правительством и тратить дорогое и дорого стоящее нашей родине время на рассмотрение этих конфликтов. Страна ждет, и ждет с нетерпением, а мы большую часть времени тратим на сведение личных счетов; рассмотрев десяток запросов разного рода, мы возвращаемся на каникулы домой, и там окружают нас полуголодные крестьяне, бесправные мещане,.. и много других обездоленных, со многими вполне понятными и справедливыми запросами…Что им сказать, что мы для них сделали?...Вместо больших и важных дел, на которые мы призваны, мы размениваемся на мелочи и за ширмою Государственной Думы прячем намеренно ущемленное самолюбие"… [1,2,3,4,5].
В апреле 1918 года на литургии Вознесенской церкви села Казаки зачитал воззвание патриарха Тихона, критиковал декрет советской власти, запретивший преподавание Закона Божьего. После этого был арестован по обвинению в «антисоветской агитации». При аресте оказал сопротивление, был ранен выстрелом в голову и помещен в тюремную больницу, откуда его выписали, как безнадежного, и вскоре отец Петр скончался[5,6,7].

## Семья
Был женат, имел шестеро детей, но выжил один, названный Виталием.
Сын Виталий (1880—1943) учился в Ливенском духовном училище и Орловской духовной семинарии. В 1907 г. закончил Демидовский юридический лицей. После кончины отца в 1918г., Виталий Петрович с семьей переехал в Курск, затем в Тифлис, а после в Баку. В 1920 г. приказом по Наркомату иностранных дел Виталий Петрович Зверев был назначен дипломатическим консулом РСФСР в г. Батуми и Батумской области с подчинением Полномочному Представителю РСФСР в Грузии т. Кирову С.М. [8,9]  \ После окончания гражданской войны В. П. Зверев работал юрист-консультом в управлении Северной(Ярославской) железной дороги.
Его дети: Лев −1911 г.р., Юрий — 1912 г.р. — ветераны ВОВ.
Сын Юрий окончил Инженерно-строительный институт, работал в Госплане и Министерстве оборонной промышленности, вышел в отставку в чине капитана первого ранга.

## Награды
- Орден Святой Анны 2-й ст. (1913).

- Орден Святой Анны 2-й ст. (1913).